# Захидное (Днепропетровская область)
Захидное (укр. Західне) — село, Першотравневский сельский совет, Никопольский район, Днепропетровская область, Украина.
Код КОАТУУ — 1222985202. Население по переписи 2001 года составляло 225 человек.

## Географическое положение
Село Захидное находится в балке Долгая, по которой протекает пересыхающий ручей с запрудами, выше по течению на расстоянии в 1,5 км расположено село Першотравневое.

## История
- 2011 год — изменён статус с посёлка на село.